# 대전광역시교육청
대전광역시교육청(大田廣域市敎育廳, Daejeon Metropolitan Office of Education)은 대한민국 대전광역시의 교육에 관한 사무를 담당하는 지방교육행정기관이다. 1952년 충청남도교육위원회 산하 대전시교육위원회로 처음 출범하였다.

## 연혁
- 2024. 01. 01 교육지원청 학교지원센터 설치
- 2023. 01. 01 대전학생교육문화원 (부속) 산성도서관 폐지, (부속) 산성어린이도서관 설치
- 2022. 03. 01 대전광역시교육청 직장어린이집 개원
- 2021. 12. 20 대전광역시교육청 별관청사 증축
- 2021. 03. 01 대전수학문화관 개관
- 2020. 09. 01 대전특수교육원 개원
- 2018. 03. 01 대전교육연수원 분원 설치(중구 문화동)
- 2013. 03. 01 대전유아교육진흥원 개원
- 2013. 01. 01 공보관 설치
- 2004. 11. 01 대전교육정보원 개원
- 2004. 07. 01 대전학생해양수련원 개원
- 2003. 03. 01 대전학생교육문화원 개원(대전광역시학생도서관과 체육시설물 통합)
- 2002. 01. 01 대전평생학습관 개관(학생문화회관과 시립도서관 통합)
- 1999. 09. 01 대전학생문화회관 개관
- 1999. 09. 01 대전교육연수원 개원(학생교육원과 교원연수원 통합)
- 1993. 09. 01 대전교원연수원 개원
- 1993. 08. 04 둔산 신청사로 이전
- 1993. 05. 11 대전학생교육원 개원
- 1992. 07. 10 한밭교육박물관 개관
- 1989. 01. 01 대전직할시교육위원회 개청(2국 1담당관 8과)(충청남도교육위원회 소속 대전시교육장 및 대덕군교육장 통합)

## 조직

### 교육감
| \| 국 \| 담당관실·과 \| \| 교육감 산하 하부조직 \| 교육감 산하 하부조직 \| \| ---------------------- \| ------------------------------------------------------------------------------------------- \| \| \| - 공보관실 \| \| 부교육감 산하 하부조직 \| \| \| \| - 감사관실 \| \| 기획국 \| - 기획예산과 - 혁신정책과 - 교육복지안전과 \| \| 교육국 \| - 교육정책과 - 유초등교육과 - 중등교육과 - 과학직업정보과 - 체육예술건강과 - 미래생활교육과 \| \| 행정국 \| - 총무과 - 행정과 - 재정과 - 시설과 \| | - 대전교육과학연구원 - 대전교육연수원 - 대전평생학습관 - 대전학생교육문화원 - 대전교육정보원 - 한밭교육박물관 - 대전학생해양수련원 - 대전유아교육진흥원 - 대전광역시동부교육지원청 - 대전광역시서부교육지원청 |
| 국 | 담당관실·과 |
| 교육감 산하 하부조직 | |
| | - 공보관실 |
| 부교육감 산하 하부조직 | |
| | - 감사관실 |
| 기획국 | - 기획예산과 - 혁신정책과 - 교육복지안전과 |
| 교육국 | - 교육정책과 - 유초등교육과 - 중등교육과 - 과학직업정보과 - 체육예술건강과 - 미래생활교육과 |
| 행정국 | - 총무과 - 행정과 - 재정과 - 시설과 |

## 같이 보기
- 대전광역시교육감
- 대전광역시 부교육감
- 대한민국 교육부
- 대전광역시청
- 대전광역시의회